# Simpson Tower
Der Simpson Tower ist ein 144 Meter hohes Bürogebäude, welches sich auf der 401 Bay Street in Toronto, Ontario, Kanada befindet. Das Gebäude wurde 1968 fertiggestellt. Das Gebäude dient als Hauptsitz der Hudson’s Bay Company sowie deren Tochtergesellschaften.